# Centro di dialettologia e di etnografia
Il Centro di dialettologia e di etnografia, con sede a Bellinzona, è nato nel mese di gennaio 2002 dalla fusione del Centro di dialettologia della Svizzera italiana e dell'Ufficio dei musei etnografici, riunendo così sotto un unico tetto le diverse iniziative volte a documentare, studiare e valorizzare la realtà linguistica e folklorica della Svizzera italiana.
Oltre al coordinamento e all'amministrazione della rete museale etnografica ticinese, di cui fanno parte dieci musei regionali, il CDE promuove diversi progetti che confluiscono in pubblicazioni, quali il Vocabolario dei dialetti della Svizzera italiana, il Lessico dialettale della Svizzera italiana, i Documenti orali della Svizzera italiana e l'Inventario delle decorazioni pittoriche del Canton Ticino.
Svolge inoltre inchieste e allestisce inventari di singoli settori a valenza soprattutto etnografica.
Il CDE compie inoltre un'intensa opera di consulenza al pubblico, collabora con radio e televisioni in trasmissioni dedicate alla Svizzera italiana e organizza seminari e conferenze di argomento dialettologico.
In quest'ambito vanno segnalati in particolare i corsi estivi, destinati in primo luogo a studenti universitari, che si tengono annualmente nel mese di settembre presso la sede del centro per la durata di due settimane.
Vengono inoltre preparati cicli di conferenze e incontri dedicati sia alla letteratura dialettale, o più genericamente orale, sia ad altri aspetti della vita quotidiana tradizionale.
Ricercatori, studiosi e appassionati possono accedere a diversi materiali raccolti dall'istituto utilizzando i cataloghi disponibili su Internet. Un laboratorio fotografico, un locale per l'allestimento di filmati e un'officina di restauro completano l'offerta del CDE che si presenta pertanto come un punto di riferimento e di studio per la realtà dialettale ed etnografica della Svizzera italiana.